# Ivan Pregelj

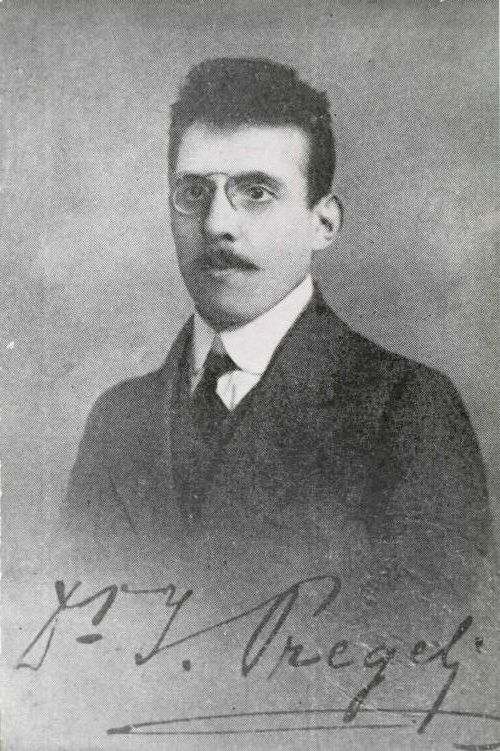
Ivan Pregelj (unbekannter Fotograf, unbekanntes Datum)

Ivan Pregelj (geboren 27. Oktober 1893 in Sveta Lucija  (Most na Soči), Primorska, Österreich-Ungarn; gestorben 30. Januar 1960 in Ljubljana, Sozialistische Föderative Republik Jugoslawien) war ein slowenischer Schriftsteller.

## Leben
Ivan Pregeljs Vater starb früh, und Pregelj konnte nur dank eines Stipendiums der katholischen Kirche die Mittelschule besuchen. Er begann ein Theologiestudium am kirchlichen Seminar in Gorizia, ging dann aber nach Wien und studierte Germanistik und Slawistik und wurde mit einer Dissertation über Rogerij Ljubljanski (Mihael Krammar) (1667–1728) promoviert. Pregelj arbeitete als Gymnasiallehrer an Schulen in Gorizia, Pazin, Idrija, Kranj und ab 1924 in Ljubljana.
Seine literarische Werke kreisen um die Bewohner und die Geschichte der Region Tolmin, so auch über den Tolminer Bauernaufstand im Jahr 1713.
In der literarischen Form nahm er Stilelemente des Expressionismus auf, in den Inhalten war er dem Katholizismus verpflichtet. Er schrieb Gedichte, Erzählungen und Dramen. Er übersetzte ins Slowenische und schrieb Literaturkritiken.  Für Hugolin Sattner schrieb er das Libretto für die Oper Tajda und über Simon Jenko die biographische Erzählung Simon iz Praš. Mitte der 1930er Jahre verebbte seine Literaturproduktion.
Sein Sohn war der Maler Marij Pregelj (1913–1967), der Mitte des 20. Jahrhunderts zu den bedeutendsten slowenischen Künstlern zählte.

## Werke (Auswahl)
- Romantika. 1910, Lyrik
- Mlada Breda. 1913, Erzählung
- Tolminci. 1927, Erzählung, zuerst in Dom in svet, 1915–1916
- Štefan Golja in njegovi. 1928, Erzählung, zuerst in Dom in svet, 1918–1919
- Plebanus Joannes. 1920, Erzählung
- Matkova Tina. 1921, Erzählung
- Azazel. 1921, Drama
- Thabiti Kumi. 1933 Erzählung
  - Plebanus Ioannes : Roman. Thabiti kumi : Novelle. Übersetzung Johann Strutz. Nachwort Matjaž Kmecl. Klagenfurt: Drava, Mohorjeva/Hermagoras, Wieser 2013 (Slowenische Bibliothek) ISBN 978-3-85435-705-6